# Аильный округ Садыр аке
Аильный округ (аймак) Садыр аке — административная единица в Иссык-Кульском районе Иссык-Кульской области Кыргызстана.
Код COATE — 41702 225 810 00 0

## Население
По данным переписи 2022 года, в аильном округе проживало 6 165 человек.

## Григорьевское ущелье
Григорьевское ущелье находится на северном берегу озера Иссык-Куль. Длина долины 35 километров. Среднюю часть долины венчают две снежные вершины: пик Кум-Бель (4200 м) и пик Эшенбулак (4647 м). Ущелье считается одной из достопримечательностей Иссык-Куля: его украшают красивейшие реликтовые тянь-шанские ели, сладкий запах сосен, зелёные горные склоны, шум горной реки, высокогорные озёра привлекают туристов отдыхающих на Иссык-Куле.
В ущелье имеется три прекраснейших высокогорных озера. В первой части ущелья располагается Нижнее озеро, выше в районе пастбищ Ат-Джайлоо (что означает летние пастбища) находится Среднее озеро, и приблизительно в 6 км от него расположилось самое красивое из трех озёр — это Верхнее. За этим озером на высоте около 3500 м, лесные массивы переходят в красивые альпийские луга. Благодаря пологому наклону ущелья все ландшафтные пояса ярко выражены и имеют большую протяжённость, нежели в других долинах Кюнгёй-Ала-Тоо.

## Административное деление
В состав аильного округа Садыр аке ныне входят населённые пункты:
- Григорьевка
- Григорьевская пристань

## Галерея

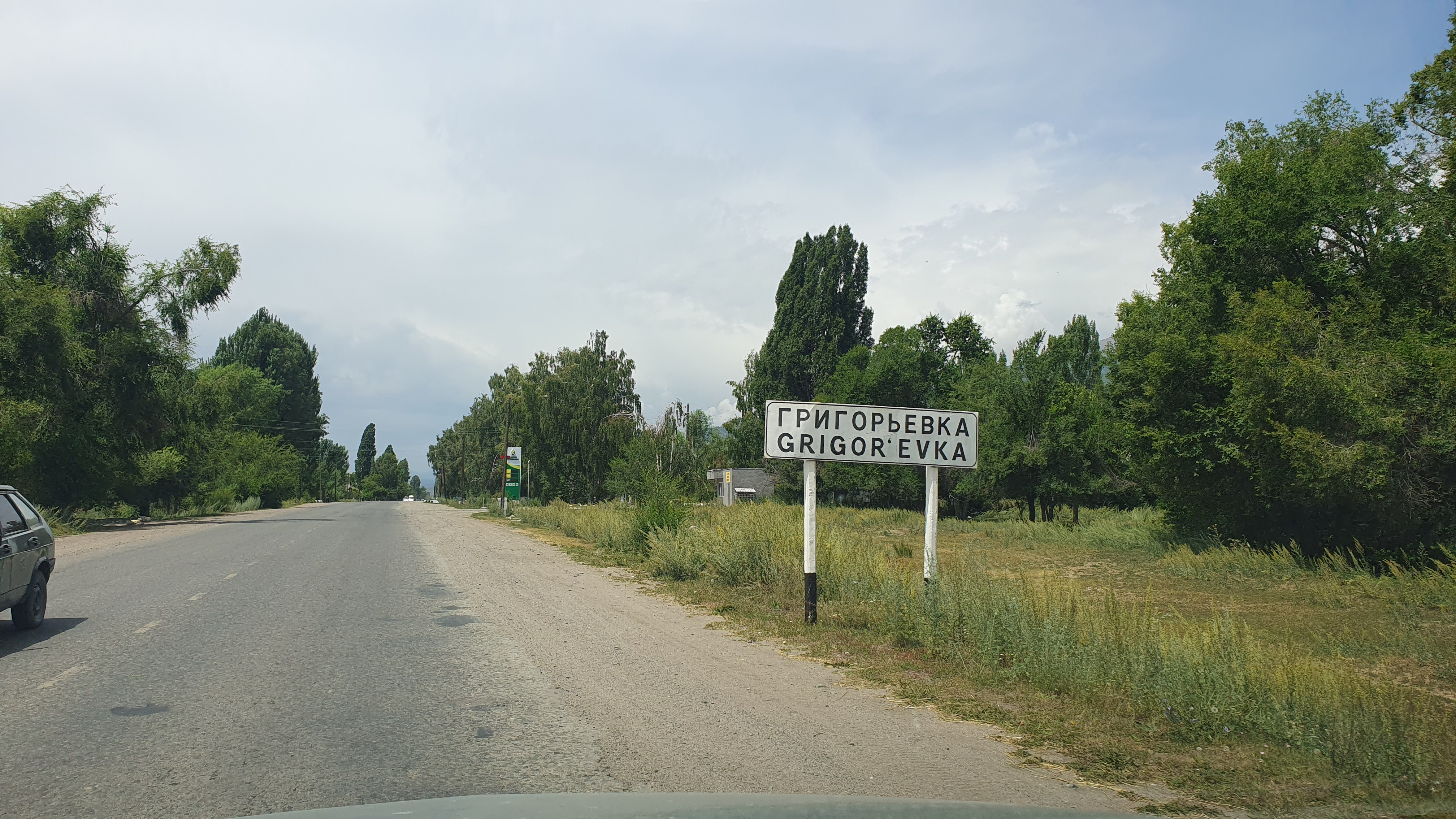
Село Григорьевка

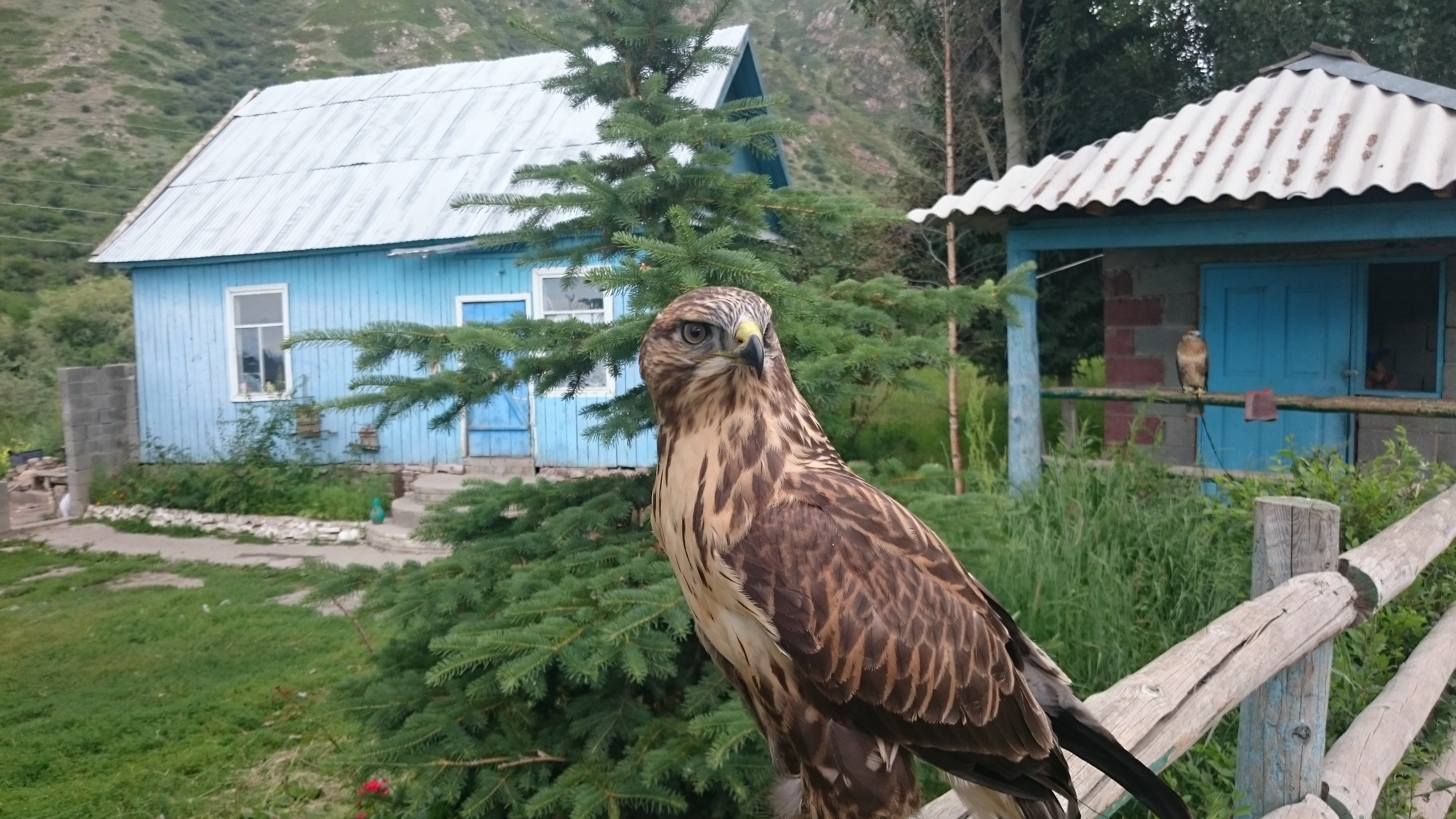
Птицы Иссык-Куля (в селе Григорьевка)

## Примечание
1. ↑  Государственный классификатор система обозначений объектов административно-территориальных и территориальных единиц Кыргызской республики. Архивная копия от 18 марта 2018 на Wayback Machine — Бишкек: Национальный статистический комитет Кыргызской республики, 2017.
2. ↑  Численность населения областей, районов, городов,поселков городского типа, айылных аймаков и айылов (сел) Кыргызской Республики Архивная копия от 10 ноября 2021 на Wayback Machine (на 2022 год).
3. ↑  Ущелья и перевалы Кыргызстана. Дата обращения: 11 августа 2023. Архивировано из оригинала 5 августа 2018 года.
4. ↑  Григорьевское ущелье - экскурсии вокруг озера Иссык-Куля Киргизия. www.issykkul.biz. Дата обращения: 11 августа 2023. Архивировано 20 февраля 2019 года.